# 【その日】から読む本
『【その日】から読む本』（そのひからよむほん）とは、日本の宝くじにおいて、1000万円以上の高額当せん者に対して無料で配布されている小冊子である。

## 概要
当せんした宝くじ（ジャンボ宝くじ・ロト6など）を、みずほ銀行の本支店で換金した際に行員から手渡される。行員でも簡単に閲覧することはできず、希望者に対しての配布なども一切行われていない非売品である。一部抜粋されたものが宝くじドリーム館で紹介されている。また、2019年11月より国立国会図書館には収蔵があるため、現地での閲覧及び遠隔複写の申し込みは可能。「全国自治宝くじ」の発行元である、日本全国の都道府県と指定都市が発行している。出版社からは「夢のあとに見る現実」について書かれている、興味深い本だとして出版を打診されたこともあった。同様のガイドブックは、高額な当せん金で有名なアメリカやカナダなどで以前から発行されており、それに倣った形である。
サッカーくじにおいても1000万円以上の高額当せんで「高額な当せん金を手にした方へ その幸運を大きな幸福につなげるために」という小冊子が信用金庫で換金した際に渡される。

## 掲載内容
高額当せんをした場合の具体的なアドバイスが、当せん金の受け取りから順に書かれている。当せん金の使い道について、ローンや借金の返済を優先すること、当せんについて知らせる人をリストアップすること、仕事は辞めないようにすること、冷静になって落ち着くことなどの基本的なことから、当せん金の分与にかかる贈与税などの税金問題や資産運用、遺言書の作成についてなど、応用的な内容も説明されている。また、当選者に対して渡される「当せん証明書」の発行についても説明されている。

## 沿革
宝くじの当せん金の最高金額が億単位へと高額化したことや、当せん者数が増加したことに伴い、突如にして「億万長者」となってしまう人が増えていった。しかしその半面で、その高額な当せん金を浪費して破産したり、詐欺に遭ったり、財産トラブルに巻き込まれたりと、逆に不幸になってしまう当せん者も増えていった。そのため、このような悲劇を防ぐことに加え、高額当せん者ならではの悩みに対応するため、心の持ち方や当せん金の使い道などについて説明する「ハンドブック」が求められるようになった。そこで全国自治宝くじの発売元である全国の都道府県と指定都市では、ジャンボ宝くじの当せん金が大幅に引き上げられるのに伴い、弁護士や臨床心理士、ファイナンシャル・プランナーなど、専門家の意見も参考にしてこの本を作成し、2001年（平成13年）から配布を開始した。

## 構成
第一部「今すぐやっておきたいこと、やってはいけないこと」
1. 受け取った当せん金は、とりあえず安全な場所へ
  - 安全のため、当せん金は銀行等の口座へ
  - 絶対に必要でない限り、現金は持ち帰らない
  - 当せん証明書の発行を依頼しておく
  - グループ買いなら、メンバーの委任状が必要
2. これからのスケジュールを思い描いてみよう
  - 今後の大まかなスケジュールを立てる
  - 何かを決めるには、気持ちを落ち着かせてから
  - グループ買いなら、当面の「決まり」を作っておく
3. ちょっと待て、落ち着いてからでも遅くない
  - 後悔するような軽はずみな言動に注意する
  - 当せん直後は、興奮状態にあるという自覚を
  - 自分の性格やクセを見つめなおそう
  - 時間は味方と心得よう

第二部「落ち着いてから考えること」
1. 当せん者にしかわからない悩み、知っておこう
  - ひとりでも人に話せば、うわさが広まるのは覚悟しよう
  - 神経質になりすぎていないかチェックを
  - 当せん金の使いみちを考えながら、気持ちの切り替えを
  - 興奮の後に訪れる不安は、以前の自分に戻るための通過点
2. だれに当せんしたことを知らせる（知らせた）か
  - 知らせる必要のある人を全てリストアップ
  - よく考えて、知らせる優先順位を決める
  - グループ買いの場合は、メンバー間で統一を
3. だれにお金を分与するか
  - 当せん金の分与者リストを作る
  - 贈与税について知っておく
  - 分与に関する言動・決定は慎重に
4. お金の使いみちを考えよう
  - 当せん金は、当面使うお金と残すお金に分ける
  - ローンや借金の返済を優先する
  - 残ったお金でしたいこと考え、その重要度を判断する
  - 決めた使いみちを、後で見なおす機会をもうける
5. 当せんして何が変わるか
  - 当せんで、自分そのものが変わることはない
  - 当せんしても自分は自分を心得よう
  - 当せんは、幸せになるための手段の一つだと思うこと

第三部「当面の使いみちが決まったら考えること」
1. 残ったお金をどうするか
  - 何のためにお金を残すかを考える
  - 住宅・教育・老後で必要なお金を考える
  - すでに決めた将来のお金の使いみちを、ここでもう一度チェック
2. 将来の目的に合わせて、お金を考える
  - 残したお金の合理的な運用法を考える
  - 運用におけるリスクとリターンを自分のはかりにかける
  - もしもの時のために遺言状を作る
3. 運用を始める前にチェックしておくこと
  - 運用法を決定する前に、専門家のアドバイスを
  - 最終決定は自分の責任で行う
  - 運用法は定期的に見なおす